# Love Aaj Kal
Pour plus de détails, voir Fiche technique et Distribution.
Love Aaj Kal (लव आज कल, littéralement « L'amour de nos jours ») est un film de Bollywood mettant en vedette Saif Ali Khan et Deepika Padukone dans les rôles principaux, les rôles secondaires sont tenus par Rahul Khanna, Rishi Kapoor et Giselle Monteiro. 
Le film est dirigé par Imtiaz Ali, produit par Saif Ali Khan et Dinesh Vijan et les chansons sont composées par Pritam Chakraborty sur des paroles d'Irshad Kamil. C'est l'un des plus gros succès commerciaux de l'année 2009 en Inde.

## Synopsis
Jai et Meera, jeunes Indiens installés à Londres, se rencontrent, tombent amoureux et entament une relation. Mais, quand quelques mois plus tard Meera décide de s'installer en Inde pour poursuivre sa carrière, Jai préfère rester en Angleterre en attendant le poste dont il rêve à San Francisco. Convaincus qu'un amour à distance n'est pas viable, ils décident de se séparer tout en restant bons amis.
C'est alors que Veer Singh, un vieil ami de Jai, surpris par son manque de passion, raconte au jeune homme sa propre histoire d'amour : au même âge, dans les années 1960, il a traversé le pays pour rejoindre la femme dont il était tombé amoureux au premier regard, n'hésitant pas à braver l'hostilité de sa famille.
Jai se laisse convaincre de rendre visite à Meera qu'il trouve sur le point de se marier avec son patron. Ils passent néanmoins quelques agréables moments ensemble et commencent à réaliser, sans se l'avouer, qu'ils tiennent l'un à l'autre. Mais il leur faudra surmonter bien des quiproquos et des aveux avortés avant d'être réunis.  

## Fiche technique et artistique
- Titre : Love Aaj Kal
- Titre original en hindi : लव आज कल
- Réalisateur : Imtiaz Ali
- Scénario : Imtiaz Ali
- Musique (chansons) : Pritam Chakraborty
- Musique d'accompagnement : Salim-Sulaiman
- Parolier : Irshad Kamil
- Chorégraphie : Ashley Lobo, Bosco Martis, Caesar Gonsalves et Saroj Khan
- Direction artistique : Teddy Maurya
- Photographie : N Natarajan Subramaniam
- Montage : Aarti Bajaj
- Production : Saif Ali Khan et Dinesh Vijan
- Langue : hindi
- Pays d'origine : Inde
- Date de sortie : 31 juillet 2009
- Format : Couleurs - 2.35 : 1
- Genre : comédie romantique
- Durée : 128 minutes

## Distribution
- Saif Ali Khan : Jai Vardhan Singh/Veer Singh (jeune)
- Deepika Padukone : Meera Pandit
- Giselle Monteiro : Harleen Kaur
- Rishi Kapoor : Veer Singh
- Rahul Khanna : Vikram Joshi

## Musique
Les chansons sont composées par Pritam Chakraborty sur des paroles d'Irshad Kamil. La bande originale, de 10 titres dont 3 remix, est sortie en juin 2009 et a été bien accueillie par les critiques.
- Aahun Aahun - Neeraj Shridhar, Master Saleem, Suzi Q (4:45)
- Aahun Aahun - Remix - Neeraj Shridhar, Master Saleem, Suzi Q (4:36)
- Ajj Din Chadheya - Rahat Fateh Ali Khan (5:17)
- Chor Bazari - Neeraj Shridhar, Sunidhi Chauhan (4:19)
- Chor Bazari - Remix - Neeraj Shridhar, Sunidhi Chauhan (3:50)
- Main Kya Hoon - K K (5:48)
- Thoda Thoda Pyar - Sunidhi Chauhan (4:04)
- Twist - Neeraj Shridhar (5:01)
- Twist - Remix - Neeraj Shridhar (4:04)
- Ye Dooriyan - Mohit Chauhan (5:36)

## Box office
Love Aaj Kal est un gros succès commercial, réalisant un chiffre d'affaires brut de 890 million de roupies dont 660 millions en Inde. Le film est sorti sur plus de 1800 écrans et a particulièrement bien marché dans les multiplexs des grandes villes.